# Альфонс Ортгофер
Альфонс Ортгофер (нім. Alfons Orthofer; 7 грудня 1909, Нойштадт, Німецька імперія — 12 жовтня 1942, Бєлорєченськ, РРФСР) — німецький льотчик-ас штурмової авіації, майор люфтваффе (1 квітня 1942). Кавалер Лицарського хреста Залізного хреста.

## Біографія
В 1930 році направлений на навчання в Німецьку школу повітряних сполучень, де пройшов секретну льотну підготовку, після закінчення якої направлений на службу в 20-й піхотний полк рейхсверу. В 1934 році переведений в люфтваффе. З 1 вересня 1936 року служив в 1-й, з 1937 року — в 2-й групі 165-ї ескадри пікіруючих бомбардувальників. З 1 січня по 1 травня 1939 року командував 1-ю групою 162-ї ескадри пікіруючих бомбардувальників. Потім закінчив курс Академії люфтваффе і служив на різних штабних посадах. 15 серпня 1940 року призначений командиром 2-ї групи 77-ї ескадри пікіруючих бомбардувальників, на чолі якої брав участь в битві за Британію і Німецько-радянській війні. Відзначився у боях в Криму в 1942 році, де льотчики його групи потопили 10 радянських бойових кораблів (включаючи 1 крейсер), 27 транспортів (загальною водотоннажністю близько 50 000 тонн), знищили 140 танків, 45 зенітних і 43 артилерійських гармат. 27 червня 1942 року переведений в Вертгайм начальником 1-го училища штурмової авіації. 25 липня 1942 року повернувся на фронт командиром 77-ї ескадри пікіруючих бомбардувальників. Загинув на аеродромі Бєлорєченська під час авіанальоту радянської авіації. Всього за час бойових дій здійснив 437 бойових вильотів.

## Нагороди
- Нагрудний знак пілота
- Медаль «За вислугу років у Вермахті» 4-го класу (4 роки)
- Залізний хрест 2-го і 1-го класу
- Лицарський хрест Залізного хреста (23 жовтня 1941)
- Авіаційна планка бомбардувальника в золоті з підвіскою «400»